# 하르츠 법안
하르츠 법안(독일어: Hartz-Konzept, 영어: Hartz concept)은 독일의 ‘아젠다 2010’에서 슈뢰더 총리의 적록연립정부가 구성한 하르츠 위원회에서 2002년 8월에 급부 중심의 사회국가 기본체계를 수정한다는 내용의 개혁안이다. 하르츠(Hartz) I~IV는 2002년 2월에 폴크스바겐 사의 노동이사 페터 하르츠(Peter Hartz)를 위원장을 중심으로 구성된 하르츠 위원회가 같은 해 8월에 제시한 4단계 노동시장 개혁 방안이다.

## 등장 배경

### 실업률 증가
독일은 80년대 이후 실업률이 꾸준히 증가하였다. 1980년대 초반부터 독일에서 실업은 사회적 문제로 등장하였다. 1980년에 3.3%였던 실업률은 1983년에 8.1%로 급상승하였고, 1980년에는 실업기간이 1년 이상인 장기실업자는 등록된 실업자의 12%(10만 6천명)에 불과하였으나, 1983년에는 28.5%(약 64만명)로 증가하였다

### 재정 악화
독일의 재통일 이후 더욱 상승한 실업률에 기인하여 실업부조의 증가로 인한 재정악화를 언급할 수 있다. 1980년과 1989년 사이에 사회부조의 수급자의 수는 서독지역에서 85만명에서 180만명으로 두 배 이상 증가하였다. 사회부조를 실업자를 위한 마지막 피난처(Auffangbecken)로 남용하는 ‘실업의 지방화’(Kommunalisierung von Arbeitslosigkeit)는 이미 1980년대 중반부터 이루어졌다. 실업자가 추가로 사회부조에 의존하는 경우가 증가한 것은 장기실업자의 증가에 기인하지만, 보다 근본적으로는 조세로 재정이 충당되는 실업부조의 제도적 결함에 그 원인을 찾을 수 있다. 그 원인을 세 가지로 정리하면(Kahrs, 2001, pp.9-10) 첫째, 실업부조는 처음부터 혹은 상당한 기간 후 새로 노동시장에 진입하는 모든 이를 대상으로 하지 않는다는 것이다. 둘째, 까다로운 실업부조의 수급조건이다. 셋째, 실업부조의 지급수준이 이전의 임금수준에 따라 산정되는 것에 있다. 이러한 실업부조의 결함으로 인해 실업자들은 사회부조의 수급을 대안으로 선택한 것이다.

### 저성장
1990년 통일 이후 2003년까지 독일은 GDP 성장률은 대부분 2% 미만을 유지하고 있었으며, 그나마 높았던 2000년대 GDP 성장률은 3%에 근접한 수치일 정도로 저성장이었다. 통일 이후 구 동독지역의 경쟁력 없는 산업의 붕괴에 따라 실업은 급증하였고, 통일 직후의 호경기 또한 사라졌다. 기존의 실업부조의 급여수급기간이 312일로 제한됨에 따라 사회부조를 담당하는 지자체의 재정부담을 가중하게 하는 원인으로 작용하였다.

## 종류

### 하르츠Ⅰ
하르츠 I법은 노동시장의 현대적 서비스에 관한 첫 번째 법률이다. 독일 전국의 181개 지방고용사무소(Arbeitsamt)를 잡-센터(Job-Center)로 개편하였다. 잡-센터는 각종 노동관련 서비스를 제공하는 지역센터로서, 기존의 연방고용공단(BA)의 기본적인 업무 외에 자문서비스 및 보호서비스를 통합하였다. 연방고용공단에 기간제로 파견노동자를 채용하기를 원하는 기업에게 근로자를 파견할 수 있는 인력알선대행사(Personal Service Agenturen, PSA)를 설치하여 실업자를 임시직으로 일하도록 하여 일차노동시장으로 연결될 수 있는 다리를 제공하도록 하였다. 이외에도 재교육을 위한 바우처 제도 도입, 실업자 등록 의무화, 고용서비스기관 재현을 위한 법률로서 실업 보조금의 수급요건 강화, 실업 보조금과 실업수당이 일반적 임금과 연계되어 상승하지 않게 한다는 등의 내용이 있다.

### 하르츠Ⅱ
하르츠 II법은 사회보험지급과 미니-잡에 대한 과세, 일인 회사(Ich- AG)라는 형태의 개인자영업 창업을 위한 경제적 지원, 고용센터설립에 관한 내용을 다루었다. 외관자영업자에 대한 규제를 대폭 완화하여 생계형 창업인 ‘자기회사’를 지원한다. 월 400유로 이하의 수익인 미니잡과 800유로 이하의 미디잡을 사회보장체계에 통합, 노동시장을 유연화하고 근로형태의 유연화를 통한 고용을 장려하였다.

### 하르츠Ⅲ
하르츠 III법은 2004년 1월부터 시행되었다. 연방고용공단을 현대적이고 고객지향적인 서비스 제공기관으로 개편(Bundesanstalt für Arbeit에서 Bundesagentur für Arbeit)하기 위한 법적 기본 틀을 제공하였다. 기존 연방 노동청을 연방고용사무소로 재편하여 고객 센터를 설치하고 실업자들을 정보 고객, 자문고객, 보호고객으로 나누어 관리하였고, 실업급여의 수급 요건 강화등의 내용이 있다.

### 하르츠Ⅳ
하르츠Ⅳ법은 2005년 1월 1일에 발효된 법안이다. 주요내용은 장기실업자에게 실업부조와 사회부조를 통합한 실업급여II를 지급한다는 것과 실업급여II를 재산정도로 평가하여 원칙적으로 생활에 필요한 수준의 급여를 지급하며 적법하게 알선된 일자리를 거부할 경우 급여를 삭감하는 제도로서 지자체와 공동(일부는 지자체 단독)으로 JobCenter에서 관리하도록 하는 것이다.

## 내용

### 실업급여
기존의 고용보험법상의 실업급여는 실업급여1로 변경되었고, 그 수급기간이 단축되고 급여수준은 조정되었다. 실업급여2는 근로능력이 있는 사회부조 수급자를 대상으로 지급되고 이는 사회보험금보다 사회부조의 일종으로 기존의 실업부조가 사회부조로 통합된 형태로 바뀌었다.
- 실업급여1은 부양자녀가 있는 경우 순소득액의 67%, 그 외의 실업자에게는 60% 수준으로 지급한다(사회법전 제3권 제129조).
- 실업급여2의 적용대상은 ‘소득능력이 있고 지원을 필요로 하는 15세 이상 65세 미만의 실업자 또는 미취업자’로 한다(사회법전 제2권 제7조 제1항).
- 수급조건으로서의 소득능력은 ‘현재 또는 가까운 장래에 일반적인 노동시장의 통상적인 상황에서 적어도 하루 3시간 이상 소득활동을 할 수 있는 상태’를 의미한다(사회법전 제2권 제8조 제2항).
- 구직자 기초보장제도에 따라 실업급여2를 수령하기 위해서는 근로의무의 이행과 소득 및 자산심사가 요구된다. 근로의무의 이행은 기본적으로 소득능력이 있는 자로 기초보장을 신청한 자에 대해 고용센터에 등록하고 소개된 일자리에 취업하는 것을 의미한다. 소득심사는 일반적인 근로소득 외에 연방부양법에 의한 기초연금과 같은 금전 또는 금전가치가 있는 사회보장급여와 연방자녀수당법 제6조에 따른 자녀수당까지 심사대상으로 한다(동법 제11조 제1항).
- 다만 소득을 기준으로 한 세금, 사회보험료, 법률상 규정된 공적 혹은 사적 보험료 등은 심사대상에서 제외된다(동법 제11조 제2항).
- 자산심사는 원칙적으로 사용가능한 모든 자산을 대상으로 하지만 성년에 도달하는 때부터 수급자와 그 배우자에 대해 각각 매년 150유로의 기초공제액을 제외한다(동법 제12조 제1항).
- 생계급여로서의 실업급여2는 구직자에게 보장되는 금전적인 지원이다. 원칙적으로 다른 방법에 의한 지원이 없는 한 지속적으로 지급된다(동법 제19조,제35조).
- 실업급여2의 수급자와 생계를 같이하는 소득능력이 없는 가족에 대해서 지급되는 생계급여인 사회수당은 원칙적으로 실업급여2와 같은 수준에서 지급된다. 다만 그 자녀에 대한 급여는 기준급여보다 낮으며, 기한부 가산금 역시 지급되지 않는다(사회법전 제2권 제28조 제1항).
- 급여종류 중 취업수당이 있다. 취업수당은 취업을 위한 제정적 동기를 고취하기 위하여 도입된 제량급여에 해당하며, 수급자가 사회보험 의무가입장에 고용되거나 자영업을 개시할 경우에 지급되는 기한부 보조금이다. 지급기간은 최장 24개월로 구직자의 실업기간과 부양가족규모를 고려하여 각각 표준급여에 따라 달라진다. 취업수당의 산정은 일반적인 노동시장에서 지원이 필요한 사람들을 대상으로 지급되는 일괄산정방식과 개별적인 산정방식으로 이루어진다. 고용사무소에 의해 모든 구직자와 그 가족을 대상으로 하는 적극적 급여인 취업지원서비스는 개별적인 상담자의 지명과 경제성의 원칙을 고려한 지원이 이루어진다(사회법전 제2권 제14조 제1항).
- 만약 구직자가 추가소득이 있거나 특별한 이유가 없는 취업거부 또는 불성실한 신고등의 의무불이행이 있을 경우 구직자 기초보장에 대한 급여지급이 제한될 수 있다. 이러한 경우 그 정도에 따라 기준급여의 부분 감액될 수 있다.
- 구직자 기초보장은 조세에 의해 재정지원이 이루어지며, 연방의 책임으로 운영되고, 따라서 원칙적으로 관할권은 연방 고용사무소에 속해있다(사회법전 제2권 제46조 제1항).
- 운영기관의 통일적인 과제 수행을 위해서는 연방고용사무소와 지방자치단체가 ’업무공동체‘를 형성하도록한다.(동법 제44b조).
- 이러한 업무공동체에 고용사무소가 구속되어야 함에 지방자치단체는 그 권한을 연방에 양도해야 한다. 하지만 지방자치단체들은 업무공동체에 대한 대안으로 ’실험조항‘을 근거로 독자적으로 실업급여2의 지급과 취업지원서비스를 제공할 수 있도록 한다.(동법 제6a조,제6c조).
- 출처: 독일 하르츠 개혁과 재정연방주의의 방향 - 김상철

### 교육
교육부분에서는 ‘교육패키지’라 불리는 정책이 시행되었다. 학생들의 학습 기자재 구입비용을 지원해주는 학교기본패키지, 학습 목표 도달을 위한 지원책인 학습촉진책, 점심식사비용을 지원해주는 것, 방과 후 문화, 스포츠 및 공동놀이 등의 교육프로그램을 제공하는 것의 4가지로 구성되어있으며, 장기실업자 가정의 자녀들을 지원해주기 위해 마련되었다.

### 이주민 지원 정책
- 하르츠Ⅳ는 또한 실업자의 자녀를 위한 구체적인 혜택을 설정해 놓았는데, 7세에서 13세 사이의 아이에겐 수당의 60퍼센트에 해당하는 금액을 지불하였고, 14세에서 17세 사이의 아이에게는 수당의 80퍼센트에 해당하는 금액을 지불하였다. 하지만 이것은 다른 문제를 야기하였다. 더 많은 수당을 받길 원하는 이민자들은 아이를 독일에 데려와 그들의 자녀라고 주장했다. 국가의 복지 시스템으로 생계를 유지하는 것이 그들의 삶에 기본적인 부분이 되었다.
- 독일 내무부에 따르면, 독일에 거주중인 34,885명의 레바논 국민 중에서 3만 명이 하르츠Ⅳ의 혜택을 받고 있고, 4072명은 불법체류 중이다. 독일은 수백명의 만성적이고 악질인 레바논인 범죄자들을 데리고 있는데 그들은 레바논 정부에서도 송환을 거절해서 그들을 추방시킬 수가 없다.
- 지중해 인근 국가로부터 온 사람들은 이주가 유럽경제를 침체시키는 것을 막기 위한 시도로 보여지는 움직임 속에서 유럽경제와 기본적인 독일의 혜택으로부터 차단 되어 왔다. 차단된 유럽국가들은 그리스, 스페인, 포르투갈을 포함하는데 이는 독일 매체들이 그러한 움직임을 독일로 이주하려는 사람들을 그들이 일자리를 찾기 전에 저지하려는 시도로 해석하게끔 하였다.[3]
- Augsburg대학교의 유럽법 교수인 Ferdinald Wollenschlager에 따르면 젊고 교육을 받은 스페인 사람들이 독일에서 하르츠4로 생계를 유지하기 위해 그들의 나라를 떠나고 있다. 이주 자료에 따르면, 거의 백 만 명의 사람들이 2011년에 독일로 왔고, 그 중 43퍼센트는 새로운 EU 가입 국가인 폴란드, 루마니아, 불가리아에서 왔다. 2013년에 루마니아와 불가리아에서 온 38,000명이 매달 국가수당을 수령함으로써 하르츠IV의 혜택을 받았다. 2014년 이전에 그들은 독일 내의 계절 산업 또는 건강관리와 같은 특정한 영역의 일을 할 수 있는 권리를 가지고 있었다. 정부는 2013년에 독일 내의 불가리아인과 루마니아인들 중 실업률이 7%라고 말했다. 이는 전체 이민자의 평균 실업률에 절반 정도 되는 수치였다. 독일 노동 시장에 완전한 접근권을 얻고 난 이후에는 그들은 특정한 국가적 혜택 또한 요구할 수 있다. 반면에 불가리아와 루마니아에서 온 이주 노동자 중 대략 4분의 1정도가 대학 학위를 가지고 온다. 이들은 평균 보다 높은 연봉을 주는 일자리를 얻기 쉽고, 정부에 더 높은 세금을 낸다. 독일에는 현재 가정의나 치과의사로 영업하고 있는 3000명의 불가리아인과 루마니아인이 있다. 이는 루마니아가 유럽 내에서 의사의 밀도가 가장 낮은지 이유 중 하나이다.

## 영향
하르츠 개혁 시행이후 2006년과 2007년의 GDP 성장률이 OECD 평균 수준을 회복하고 2000년 이래 처음으로 EU의 평균 경제 성장률을 넘는다. 이는 2008/9년의 글로벌 금융위기를 성공적으로 극복하는 토대가 된다.
게다가 60%대에 머물던 독일 고용율은 2008년 79%를 넘어섰고, 특히 출산과 육아 등으로 경력이 단절된 여성들이 미니잡에 몰리면서 2004년 59.2%였던 여성 고용율은 2008년 64.3%까지 늘었고 2009년 여성고용율은 77.8%에 이르렀다.

## 부작용 및 한계

### 동서독 갈등과 사회보조 지급에 관한 신속하지 못한 대응
- 하르츠4는 SPD세력으로 구성된 ‘대안투표’세력과 같은 좌파정치세력으로부터 공격을 받았다. 뿐만 아니라 초기 집행 과정부터 몇몇 기술적인 문제를 불러왔다. 서독 지역의 도이취텔레콤 출신의 공무원들 700여 명을 동독의 300여 곳에 배치하기로 하였다. 이는 동독지역 정치가들에게 연방정부가 동독의 행정력을 의심하는 처사라고 해석되었고, 나아가 집행인력들의 이동을 위하여 상당액이 불필요하게 지출되는 것에 대해 비판받았다.
- 7월 18일 하르츠 IV를 실행하는 주무기관인 BA와 각 지방정부의 사회청(Sozialamt)들은 약 220만 명의 해당 실업자들에게, 9월 10일까지 새로 실행되는 ‘실업수급 II’의 수령을 위한 신청서를 작성, 제출할 것을 요청하는 공문과 양식을 발송하였다. 그런데, 신청서의 분량이 무려 16쪽에 달했고, 기입요구사항도 너무나 세세한 사적인 내용을 적어야 하는 것이어서 매우 번거로울 뿐 아니라, 일부에서는 이를 두고 개인정보 침해의 소지가 있다고 비판을 하였다. 게다가 시일을 길게 주지도 않은 상태에서 빨리 제출하는 사람에게 우선적으로 보조금을 지급한다는 원칙을 제시하며, 새로운 정부정책에 대한 신속한 호응을 재촉하는 모습은 지원금을 삭감당할 처지의 실업자들의 불만을 더욱 가중시켰다.
- 두 사안을 중심으로 하르츠 IV장에 대한 구체적이고 기술적인 문제가 제기되었다. 우선 하르츠 IV장의 실행과 관련하여, ‘실업급여 II’의 지급 개시점을 2004년 1월로 할 것인지 2월로 할 것인지를 두고 논란이 벌어졌다. 이는 기존의 실업자보조금과 사회부조금의 지불 시기가 각각 월말과 월초로 달랐던 것에 기인한다. 2003년 12월 말에 마지막으로 실업자보조금을 탄 사람이 2004년 1월 초에 ‘실업급여 II’를 곧바로 타게 되면, 이는 일종의 이중지불의 소지가 있었다. 만일 ‘실업급여 II’가 한 달을 거르고 2월 초부터 지급된다면, 수령자들은 소위 지불공백(Zahlungslucke)을 겪게 될 상황이었다. 노동부 장관은 이와 관련하여 최초 지급을 2월 초로 하겠다는 입장을 표명했다. 두번째 문제 제기는 실업자들의 어린 자녀들의 재산(Vermogen)과 관련한 것이었다. ‘실업급여 II’는 생활보조의 성격이 컸기 때문에 실업자의 배우자와 자녀의 명의로 된 재산까지도, 지급액을 산정하는 기준에 포함되었다. 그러나, 어린 자녀의 명의로 된 일정액의 재산이 장래에 그 자녀의 학자금으로 쓰일 명목이라면, 이것까지 재산으로 계산하는 것은 문제가 있다는 지적이 나왔다. 따라서 실업자 가족의 어린이들의 재산 보유액 상한선을 얼마까지로 하느냐의 문제가 논쟁점이 되었다.

### 소득불균형과 양극화 심화
낮은 실업률을 자랑하지만 최저 임금이 없는 관계로 악덕 고용주들이 이를 악용하고 있다.
또한 미니잡은 경력으로 인정되지 않아 비정규직에서 정규직으로의 전환이 어렵고 때문에 노동 안정성이 떨어지는 결과를 낳았다. 이러한 미니잡 벌이의 한계와 정규직 전환의 어려움 때문에 소득불균형과 양극화를 심화시켰다.

### 실업급여의 지급의 악순환
실업급여II 또한 문제가 제기되었다. 2013년 1월 실업급여2 수급자는 4,375명이었는데 이들 중 신규 수급자의 50% 이상이 12개월 이전에 실업 급여II를 수령한 바 있다. 3개월 전에 실업급여2를 수령한 자가 1/3이나 되고 1년의 기간 동안 탈 수급한 자들 중 1/4이 3개월 이내에 다시 수급자가 되는 것을 의미한다. 이는 실업급여를 받은 사람이 얼마 뒤 다시 실업급여를 받는 악순환이 지속되고 있음을 의미했다.

### 노동의 질적저하 야기
정규직, 비정규직, 파트타임 근로를 가리지 않는 고용 성향은 새로운 일자리를 빨리 찾아야한다는 중압감을 실업자들에게 심어 주었고, 이는 저숙련 노동자들의 취업의 증가를 불러와서 노동 시장의 질적 저하를 야기했다.

### 실효성에 대한 의문
JGU의 부교수 Andrey Launov와 교수 Klaus Walde가 발간한 자료는 하르츠IV법안이 실제로 독일 내이 실업률 감소에 괄목할 만한 성과를 내지 못했다는 것을 주장했다. 실업률 해소에는 하르츠IV에 비해, 하르츠개혁 Ⅰ-Ⅲ은 좀 더 도움이 되었다고 나타난다. 독일은 지난 몇 년 동안 거의 모든 다른 유럽국가들이나 OECD국가 보다 더 많이 실업률을 줄일 수 있어왔다.
또한 PSA는 제도가 도입전에는 상당한 성과가 기대되었으나, 실제로 도입된 후 성과가 미미한 것으로 나타나 2009년 1월에 폐지되었다.

## 기타

### 반대하의 통과
발효 당시 국민들의 반대가 있는 법안이었다. 대부분 법안들이 복지와 임금, 직업에 관한 내용이어서 국민들의 반발을 샀다. 그 결과 슈뢰더 총리의 사민당은 2005년 조기 총선에서 패배하고 앙겔라 메르켈의 기민당이 집권하게 된다. 그러나 메르켈은 정파를 초월하여 슈뢰더 총리의 정책을 계승했고, 하르츠 개혁은 계획 이어져 나갈 수 있었다.

### 월요시위

#### 개요
하르츠 개혁안이 법제화되자 하르츠 IV의 실행 과정과 계획상의 여러 문제들이 대두되면서 법안의 실행은 난항을 겪기 시작했다. 8월 2일 동독의 작센안할트(Sochsen- Anhalt) 주의 수도인 마그데부르그(Magdeburg)에서는 약 4천여 명의 실업자들과 시민들이 거리 시위에 나와서 하르츠 IV의 반대를 외쳤다. 이들은 그 다음주 월요일부터, 구 동독의 라이프치히(Leipzig)에서, 1989년 당시 동독 정권에 저항하는 시민들이 모여 자발적으로 시위를 조직, 이후 동독 정권 붕괴에 결정적인 역할을 했던 ‘월요시위’를 매주 재현하겠다고 결의하였다.

#### 전개
초기에 월요시위에 대한 정부의 입장은 아주 강경했다. 클레멘트 장관은 즉각 월요시위의 발상을 비난했으며, 그것을 수용하지 않겠다는 의사를 분명하게 하였다. 그러나 약 한 달 후에 브란덴부르크주(Brandenburg의 주정부 선거를 앞두고 있는 상태에서 반정부 시위대의 지속적인 확산은 정권으로서 큰 부담이 아닐 수 없었다. 결국 9일의 시위 이후 정부는 슈뢰더 총리를 중심으로 하여, 하르츠 IV장의 추진원칙을 바꾸지 않되 그 수정안을 마련하겠다는 식으로 전향적인 움직임을 표출했다.
시위는 8월 16일을 거쳐 23일까지 계속 커져만 갔고, 동독 지역을 넘어서 서독 지역까지 포함한 전국의 주요 도시로 확산되기 시작했다. 여기에 점차 신좌파 정치세력들과, 세계화에 저항하는 여러 시민단체들이 적극적으로 결합해 나가면서 8월 28일에는 월요시위를 조직하는 단체들이 모여 조직의 중앙화를 공론화하기도 하였다. 8월 30일의 시위에서는 현직에서는 떠났지만 계속해서 SPD 좌파들의 상징적인 지도자로 존재해 온 오스카 라폰텐이 시위대에 결합하여 현 정부의 정책을 비판하고 나섰다. 9월 6일에는 역시 현직에서 물러나 있는 PDS의 인기 정치인 그레고 기지도 시위대에 합류하였다.
8월 말이 되면서 정부는 노조들에게 최저임금제의 도입을 제안하며, 하르츠 개혁안으로 인해 발생할 가능성이 있는 비정규직의 임금덤핑(Lohn‐dumping) 문제에 대하여 보완책을 마련하자고 나섰다. 상대적으로 높은 조직률과 강한 단체교섭 수준을 유지하고 있는 제조업분야의 금속노조(IG Metall)는 정부의 임금개입이 교섭자율주의(Tarifautonomie)원칙을 훼손할 것을 우려하며, 이에 대하여 반대하였고, 상대적으로 조직화가 쉽지 않으며 비정규직 활성화의 직접적인 영향을 받는 서비스부문의 노조 베르디(Ver.di)는 이에 대하여 적극적인 찬성의 입장을 표명했다.

#### 결말
9월 중순, 정부는 지불공백으로 인하여 실업자들이 피해를 보지 않도록 이 문제를 철저히 해결할 것이며, 실행 과정상에 발생할 문제들을 철저한 감시를 통해 보완하겠다고 공언하였다. 결국, 정치권의 새로운 논의를 통해, 9월 24일에 개혁수정안이 연방민의회를 통과하였다. 그 내용은 ‘실업급여 II’의 집행을 내년 1월초부터 시작한다는 것과, 실업자 자녀의 재산보유 가능 한도를 높이는 것이었다. 이런 정부의 전향적인 조치들이 나오고, 시간이 지나면서, 월요시위의 열기도 점차 수그러들어 갔다. 9월에도 계속해서 월요시위는 이어졌으나, 그 참가자는 8월에 비해 대폭적으로 줄어들었다. 특히 동독과 서독의 시위 참여자 수는 현저한 차이가 났다. 10월 2일, 베를린에서는 당초 하르츠 개혁안을 반대하였던 사회단체와 좌파정치세력들이 몇 달 전부터 예고하였던 시위가 벌어졌지만, 이는 주최측이 예상한 규모에는 훨씬 못 미쳤고, 월요시위의 흐름과 제대로 합류하지 못하고 뒤늦게 조직화였다는 비판을 받기도 하였다.

## 참고 문헌 및 논문(본문의 출처)
- 독일 하르츠 개혁에서의 고용증진 관련 법제개혁의 내용과 평가 - 하르츠Ⅳ에 의한 고용연계복지법제를 중심으로 - 김영미
- '하르츠Ⅳ장'의 실행과 '월요시위'의 전개 - 박명준
- 독일 '하르츠Ⅳ' 재개혁안 중 취약계층 자녀를 위한 새로운 교육지원 방안 - 박명준 - 국제노동프리프 2011년 1월호
- 독일 하르츠 개혁과 재정연방주의의 방향 - 김상철

## 같이 보기
- 고용보험제